# Конституционный суд Хорватии
Конституцио́нный су́д Хорва́тии (хорв. Ustavni sud Republike Hrvatske) — государственный судебный орган, являющийся независимым институтом власти в Хорватии вне общей системы разделения властей, который гарантирует уважение и соблюдение Конституции. 
Фактически не относится к органам судебной власти, поскольку в Конституции ему отведена самостоятельная глава, а судьи имеют такой же статус как члены парламента. Формально Конституционный суд Хорватии является своего рода судом sui generis.
Находится в Загребе на площади Святого Марка.

## Состав
Конституционный суд состоит из тринадцати судей, избираемых Парламентом на восемь лет из числа авторитетных юристов, особенно судей, прокуроров, адвокатов и университетских профессоров права. Судьи из своего состава избирают Председателя, срок его полномочий составляет четыре года и он может быть повторно переизбран. Судьи Конституционного суда обладают иммунитетом наравне с депутатами парламента.
Судьи Конституционного суда не могут выполнять любую другую общественную или профессиональную деятельность.

## Полномочия
Конституционный суд решает следующие вопросы:
- принимает решения о конституционности законов;
- принимает решения о соответствии других нормативных актов Конституции и законам;
- может рассмотреть вопрос о конституционности законов и других актов, которые утратили силу;
- рассматривает конституционные жалобы на отдельные решения органов государственной власти, местного и территориального (регионального) управления и юридических лиц, когда они нарушают права и основные свободы человека, гарантируемые Конституцией;
- следит за исполнением конституционной законности хорватским парламентом;
- разрешает споры о компетенции между законодательной, исполнительной и судебной властью;
- участвует в процедуре импичмента Президента;
- осуществляет надзор за конституционностью программ и деятельности политических партий;
- контролирует конституционность и законность выборов и республиканских референдумов, также решает избирательные споры, не находящихся под юрисдикцией судов;
- устанавливает причины невозможности осуществления Президентом своих полномочий и представляет их парламенту;
- даёт согласие на возбуждение уголовного дела в отношении Президента;
- рассматривает апелляции на решения Национального судебного совета об освобождении судьи от его должностных обязанностей, а также принимает решения в апелляционном порядке о дисциплинарной ответственности судей.